# Sonic Gameworld
 (octobre 2019).
Si vous disposez d'ouvrages ou d'articles de référence ou si vous connaissez des sites web de qualité traitant du thème abordé ici, merci de compléter l'article en donnant les références utiles à sa vérifiabilité et en les liant à la section « Notes et références ».
Sonic Gameworld (ソニック・ザ・ヘッジホッグ ゲームワールド, Sonikku za Hejjihoggu Gēmuwārudo) est un jeu vidéo ludo-éducatif développé par Aspect sur Sega Pico. Le titre est un hors série de la franchise Sonic the Hedgehog.